# Folkcorn
Het kwartet Folkcorn, opgericht in 1973, is een van de oudste Nederlandse volksmuziekgroepen. Het repertoire wordt ontleend aan historische liedbundels en bestaat uit historische volksmuziek uit vroeger tijden: liedjes zoals balladen en a capella gezongen madrigalen, maar ook vrolijke en stemmige instrumentaaltjes en dansmuziek.
De huidige bezetting van Folkcorn bestaat uit:
- Laurens van der Zee -    zang, blokfluit, akoestische basgitaar (1981-nu)
- Marja van der Zee -    zang, trommel, strijkbourdon en slagbourdon (1977-nu)
- Jitze Kopinga -    zang, gitaar, diverse historische instrumenten (1977-nu; zie ook Dommelvolk)
- Anneke Rot -    zang, accordeon, concertina, traporgel (1991-nu)

Voormalig lid:
- Cees de Gooijer -    zang, fluit, doedelzak (1977, 1978)

Bij historische activiteiten draagt de groep oud-Hollandse kleding, vervaardigd aan de hand van afbeeldingen op schilderijen van Hollandse meesters uit de Gouden Eeuw. Het is sfeervolle maar eenvoudige kleding, in overeenstemming met de nederige positie van volksmuzikanten uit die dagen.

## Discografie
- 1977 - "Welkom Gesellen" - LP - Munich Records MU 7436
- 1978 - "Goedenavond Speelman" - LP - Munich records MU 7450
- 1981 - "Al Vol" - LP -  Munich Records MU 7476
- 1992 - "Ghy Sotten" - CD - Clipsound CCD 955
- 1997 - "Jan de Mulder" - CD - Clipsound CCD 97212
- 2002 - "Laet ons den landtman loven" -  Munich Records BMCD 348
- 2010 - "Wie sal dan" - Farmsound FS 240910351